# Chiesa di Santa Maria Assunta e Santissimo Redentore
La chiesa prepositurale di Santa Maria Assunta è la parrocchiale di Curno, in provincia e diocesi di Bergamo; fa parte del vicariato di Mapello-Ponte San Pietro.

## Storia
La prima citazione di una chiesa dedicata alla Vergine Assunta situata a Curno risale al XIV secolo: la si trova menzionata nella Nota ecclesiarum fatta redigere nel 1360 da Bernabò Visconti.
Verso la metà del XV secolo, la chiesa venne ricostruita e nel 1520 fu consacrato alla presenza del vescovo di Bergamo Pietro Lippomano l'altare della cappella di Sant'Anna; la consacrazione della chiesa fu invece impartita dal vescovo Vittore Soranzo il 23 settembre 1548.
Nel 1575 l'arcivescovo di Milano Carlo Borromeo, compiendo la sua visita, annotò che la chiesa era dotata di quattro altari, che i fedeli erano circa 200 e che il clero a servizio della cura d'anime era costituito dal solo parroco.
Nel resoconto della chiese della diocesi di Bergamo stilato nel 1666 dal cancelliere Giovanni Giacomo Marenzi, si legge che la chiesa disponeva di cinque altari, che i parrocchiani erano 442, saliti poi a 780 nel 1734; nel 1774 la stessa fu elevata a prepositurale dal vescovo Marco Molin.
Grazie agli atti relativi alla visita pastorale compiuta nel 1783 dal vescovo Giovanni Paolo Dolfin si conosce che la chiesa parrocchiale curnese aveva come filiali gli oratori di San Francesco e di San Gaetano in località Marigolda e che i fedeli erano scesi a 681.
La nuova parrocchiale fu edificata nel 1795 e consacrata il 29 settembre 1844 dal vescovo Carlo Gritti Morlacchi; nel 1856 l'esterno della struttura subì un intervento di ristrutturazione, in occasione del quale venne ultimata la facciata.
Tra il 1926 e il 1927 il campanile fu sopraelevato e tra il 1935 e il 1936 la chiesa venne ampliata e la facciata subì un nuovo rifacimento; ulteriori lavori furono condotto negli anni sessanta. Nel 1927 vennero fuse le 10 grosse campane dalla fonderia Barigozzi di Milano, le quali sono intonate in scala di La2 maggiore.
Il 28 giugno 1971 la parrocchia venne aggregata alla zona pastorale IX, per poi entrare a far parte il 21 maggio 1979 del vicariato di Mapello-Ponte San Pietro.
Nel 2003 il tetto venne rifatto e nel 2013 le volte furono oggetto di un intervento di stabilizzazione e di rinforzo.

## Descrizione

### Facciata
La facciata della chiesa è suddivisa da una cornice marcapiano in due registri, entrambi tripartiti da quattro lesene, delle quali le centrali sono caratterizzate da controlesene; l'ordine inferiore, che è scandito da lesene corinzie, presenta il portale d'ingresso sovrastato da una timpano triangolare, mentre in quello superiore, le cui lesene sono doriche, s'apre una finestra, anch'essa timpanata.

### Interno
L'interno, di forma rettangolare, si compone di un'unica navata, suddivisa da archi e da lesene in tre campate. 
Al termine dell'aula vi è il presbiterio, introdotto dall'arco trionfale, rialzato di cinque gradini e caratterizzato da una cupola recante degli affreschi raffiguranti l'Incoronazione della Beata Vergine Maria; a concludere il tutto è l'abside.